# Thierry Poiré
 (février 2024).
Si vous disposez d'ouvrages ou d'articles de référence ou si vous connaissez des sites web de qualité traitant du thème abordé ici, merci de compléter l'article en donnant les références utiles à sa vérifiabilité et en les liant à la section « Notes et références ».
Pour les articles homonymes, voir Poiré (homonymie).
Thierry Poiré, né le 3 mai 1957 à Étouy dans l'Oise et mort le 22 mai 2020 au Port-Marly, est un journaliste français. 

## Biographie
Diplômé du Centre de Formation des Journalistes (CFJ) en juin 1980, il travaille trois mois au service politique de Ouest-France, puis entre en septembre au secrétariat de rédaction du journal L'Équipe. En 2000, il est nommé rédacteur en chef adjoint, poste qu'il occupera jusqu'à son départ de L'Equipe, fin 2013, dans le cadre d'un plan social.
Durant ces 33 années de fidélité professionnelle, il a participé activement à l'élaboration et à l'application de toutes les nouvelles formules qui ont modernisé successivement le quotidien, de l'introduction de la couleur dans les pages, en 1987, à la parution du septième jour (le dimanche), à l'occasion de la Coupe du monde de football en France, en 1998. Il a supervisé environ 3500 bouclages, appelé à prendre des décisions de dernière minute dans une incessante course contre la montre, soir après soir. Il a également assisté à plusieurs centaines de conférences de rédaction, le midi, où se définissent les sujets d'actualité qui seront traités en priorité, chargé ensuite d'en faire respecter la ligne éditoriale et la présentation tout au long de la journée.
Après quelques mois d'inactivité forcée, il se reconvertit fin 2014, devenant agent du patrimoine au château de Maisons-Laffitte, dans les Yvelines. Il commente alors des visites, les week-ends,  des Grands et des Petits Appartements de ce monument national construit au XVIIe siècle par l'architecte François Mansart.